# 48 до н. е.

## Події
- Гай Юлій Цезар (вдруге) і Публій Сервілій Ватія Ісаврік — консули Римської республіки.
- 6 червня — В районі міста Фарсал (сучасна Фессалія, Греція) відбувся бій між військом Юлія Цезаря і армією римського сенату, очолюваною Гнеєм Помпеєм. Не зважаючи на те, що чисельність сенатських військ майже вдвічі перевищувала військо Юлія Цезаря, урядові війська зазнали поразки. Цезар фактично став диктатором, що прискорило падіння Римської рабовласницької республіки.
- 9 серпня — Війська Гая Юлія Цезаря розбили армію Помпея в битві при Фарсалі, після чого Помпей був змушений рятуватись у Єгипті.

## Померли
- 28 вересня — Гней Помпей Великий, римський полководець і державний діяч.
- Гая Афранія — правник часів Римської республіки.
- Луцій Корнелій Лентул Крус —  консул  Римської республіки 49 до н. е.
- Луцій Доміцій Агенобарб — політичний та військовий діяч Римської республіки, консул 54 року до н. е.
- Марк Кальпурній Бібул — політичний та військовий діяч Римської республіки, прихильник оптиматів.
- Марк Целій Руф — політик та красномовець часів Римської республіки.
- Тит Анній Мілон — політичний діяч Римської республіки.
- Гай Клавдій Марцелл — політичний та військовий діяч Римської республіки, консул 49 року до н. е.